# マフェオ・パンタレオーニ

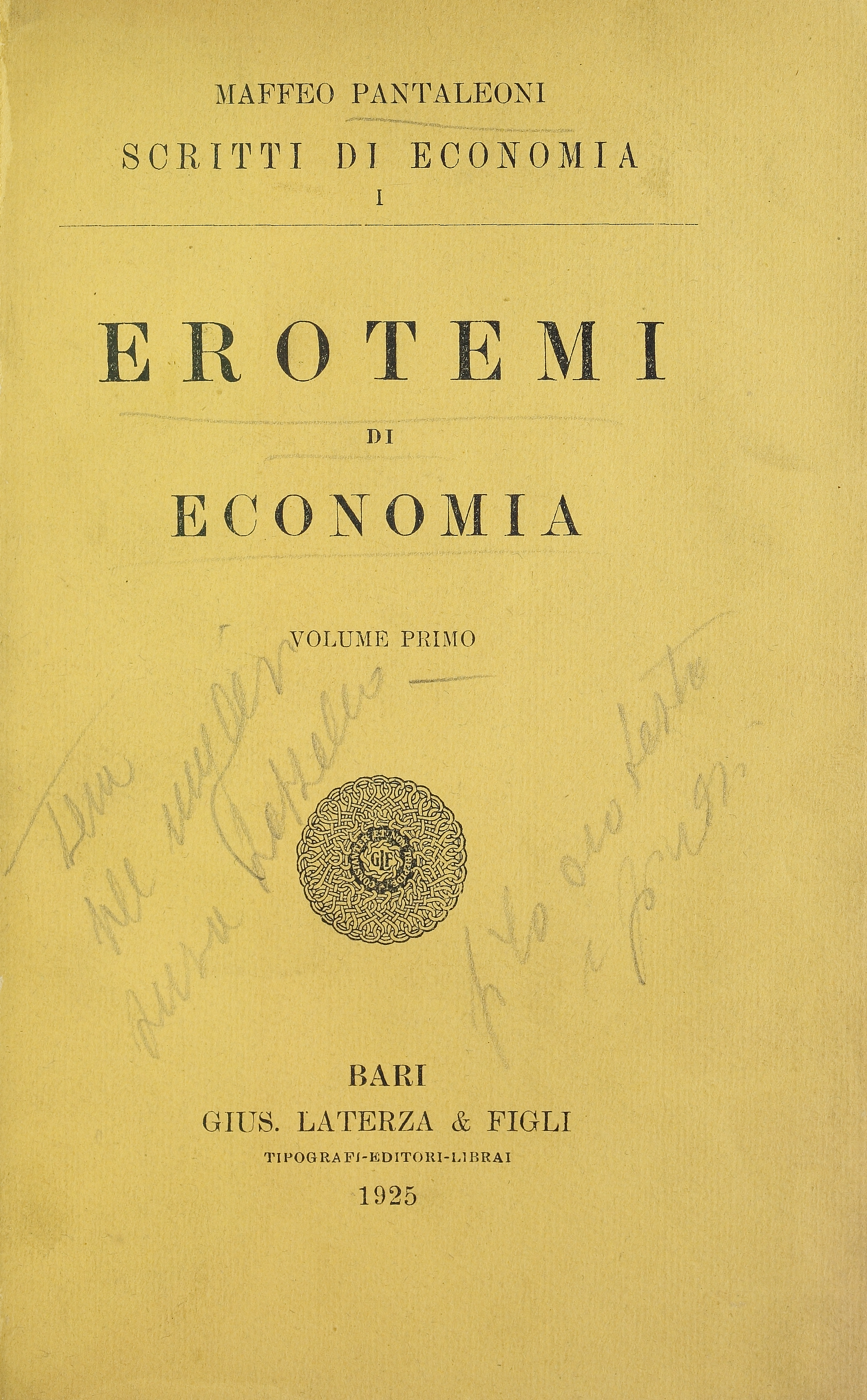
Erotemi di economia, 1925

マフェオ・パンタレオーニ（Maffeo Pantaleoni, 1857年 - 1924年）は、イタリアの経済学者。ヴィルフレド・パレート、エンリコ・バローネと並んで限界効用理論に基づく経済学をイタリアおよびラテン諸国に広めた人物である。

## 略歴
イタリア人を父としイギリス人を母としてローマ近郊のフラスカーティに生まれ、ローマ大学で法律を学んだ。その後、経済学と財政金融問題に関心を抱き、『租税転嫁の理論――転嫁の定義、動学、遍在』によって教授資格を取得、いくつかの大学や高等商業学校で教鞭をとった。1902年、当時イタリア経済学の最高峰といわれたアンジェロ・メッサダリアの後を継ぎローマ大学経済学教授となり、没年までこの地位にあった。カブールの友人であった父と同様、政治にも関与し、とくに、ガブリエーレ・ダンヌンツィオのフィウメ自由市（現クロアチア領リエカ）に財政担当者として協力した。

## 『純粋経済学原理』について
パンタレオーニの経済学者としての名を高めた『純粋経済学原理』は、デヴィッド・リカードの経済学とヘルマン・ハインリヒ・ゴッセン、ウィリアム・スタンレー・ジェヴォンズの効用理論の総合であり、アルフレッド・マーシャルの影響が認められる。独自の理論上の貢献はないとはいえ、『純粋経済学原理』はパンタレオーニの独創性が発揮された数々の論文や講演とともに、限界効用理論に基づく経済学へとイタリアの経済学の流れを変える強い推進力となった。パンタレオーニは、ワルラスにパレートを見いださせ、パレートがローザンヌにおけるワルラスの後継者となる端緒をつくった。
国家の役割は必要な最小限に限定されるべきであるが、その限定された範囲内では、国家権力は絶対であるという考えをもつパンタレオーニは、ベニート・ムッソリーニのファシズムについて、政治の破局と文明の破局とからイタリアを救うものと評価した。

## 関連文献
- CiNii>パンタレオーニ